# Elección para gobernador de Kentucky de 1919
La elección para gobernador de Kentucky de 1919 se llevó a cabo el 4 de noviembre de ese año. El candidato republicano Edwin P. Morrow derrotó al gobernador titular demócrata James D. Black con el 53.82% de los votos.

## Resultados
| Partido                         | Partido     | Candidato       | Votos   | %     |
| ------------------------------- | ----------- | --------------- | ------- | ----- |
|                                 | Republicano | Edwin P. Morrow | 254,472 | 53.82 |
|                                 | Demócrata   | James D. Black  | 214,134 | 45.29 |
|                                 | Socialista  | G. D. Becker    | 4,221   | 0.89  |
|                                 |             |                 |         |       |
| Total                           | Total       | Total           | 472,827 | 100   |
|                                 |             |                 |         |       |
| Fuente: Guide to U.S. Elections |             |                 |         |       |